# Polanki (Litwa)
Polanki (lit. Laukininkai) – wieś na Litwie, w rejonie wileńskim, 2 km na południe od Szumska, zamieszkana przez 64 ludzi.

## Historia
W dwudziestoleciu międzywojennym leżały w Polsce, w województwie wileńskim, w powiecie wileńsko-trockim, w gminie Szumsk.
Po II wojnie światowej w granicach Związku Sowieckiego. Od 1991 na niepodległej Litwie.